# Abbaye d'Ensdorf
L’abbaye d'Ensdorf est une ancienne abbaye bénédictine à Ensdorf.

## Histoire
Le monastère bénédictin, dédié à Jacques de Zébédée, est fondé en 1121 par le comte palatin Othon II de Wittelsbach et l'évêque Othon de Bamberg. Le comte palatin exauce ainsi le souhait de son beau-père Frédéric III de Pettendorf-Lengenfeld-Hopfenohe (mort en 1119) d'après un lieu de sépulture pour la famille. Le comte, son épouse Heilika, sa fille Heilika, son mari le comte palatin Othon et leur fils le comte palatin Frédéric II de Wittelsbach, qui entre comme frère laïc en 1179 à un âge avancé, sont finalement enterrés dans le monastère. La sœur de Heilika, Heilwig de Lengenfeld, et son mari Gebhard von Leuchtenberg y furent également enterrés.
L'évêque Othon dote richement le nouveau monastère de biens de Bamberg (dont Eschenbach, Geiganz, Pommer, Gmünd, Letten, Troschenreuth), et le comte Othon lui donne Weilenbach, Berngotzesreut ainsi que des vignobles à Kalbing et Uschelberg. Certains biens semblent provenir de l'héritage de Frédéric III de Pettendorf-Lengfeld-Hopfenohe. Heilika de Lengenfeld soutient le monastère en construisant une conduite d'eau en plomb et en faisant don de matériel religieux. En 1314, le monastère reçoit une juridiction inférieure du futur empereur Louis III de Bavière.
Les premiers moines bénédictins viennent de l'abbaye Saint-Blaise, un monastère qui applique les réformes de l'abbaye de Cluny.
Le 25 juillet 1123, l'évêque Othon inaugure la première église en bois, suivie d'une deuxième église en pierre construite dans le style roman de Hirsau sous l'abbé Boto 1179-1180, qui exerce de 1170 à 1202, et le comte palatin Frédéric II de Wittelsbach. C'est une basilique en forme de croix, à toit plat, avec trois nefs et une extrémité à trois absides, une coupole croisée, deux clochers jumeaux et un vestibule à deux étages à l'ouest. Cette église est inaugurée par l'archevêque Conrad de Salzbourg, autre frère de Frédéric, et par l'évêque Conrad de Ratisbonne. De cette seconde église ne subsistent que les fonts baptismaux et un chapiteau de colonne.
Ensdorf devient un monastère double en 1166. Le couvent est construit du côté nord de l'église après la mort du comte palatin par son épouse Heilika, mais est dissous en 1314 en raison de grandes difficultés.
Globalement, au XIVe siècle, l'abbaye connaît, outre le déclin économique, une baisse de la discipline monastique et une lutte de parti au sein du couvent. Ce n'est que lorsque la réforme de Kastl est mise en œuvre contre toute résistance de 1413 à 1441 sous les abbés Conrad II (mort en 1424) et Ludwig (mort en 1441) qu'un nouvel essor se produit.
Sous l'abbé Ulrich (mort en 1369), l'église reçoit une voûte gothique, dont des fragments d'ogives sont encore conservés. Le cloître est finalement gothique sous l'abbé Hermann Hollenfelder (mort en 1468) et l'abbé Hauser (mort en 1503) ; les tombes de ces deux abbés existent toujours. En 1452, Hollenfelder obtient le droit de porter la mitre, l'anneau et le bâton pontificaux. L'abbaye comprend alors 34 moines, le plus grand nombre de son histoire.
Le premier incendie majeur se produit en 1507, le monastère ne s'en remet jamais malgré la reconstruction sous l'abbé Friedrich Prentel. En 1524, seulement six moines vivent à Ensdorf en 1524 sous l'abbé Gregor Sintersperger qui démissionner en 1525 en raison de négligence dans ses fonctions, l'abbaye est subordonnée à des administrateurs spirituels. Le dernier moine meurt en 1549, elle est finalement placée sous l'administration laïque de l'électeur palatin en 1554 dans le cadre de l'introduction du règlement ecclésiastique protestant par l'électeur Othon-Henri du Palatinat et est complètement aboli en 1556.
En 1571, le comte palatin Louis VI ordonne de recueillir les ossements de ses ancêtres (dont certains furent enterrés dans la salle capitulaire et d'autres dans la chapelle Saint-Pierre) et les enterre ensemble dans l'église abbatiale. Lors de la démolition de l'ancienne église en 1695, les deux cercueils en plomb sont retrouvés sous l'autel du chœur et réinhumés en 1721 dans le mausolée à gauche du maître-autel construit en 1715.
Lorsque l'électeur Ferdinand-Marie restaure les anciennes abbayes du Haut-Palatinat en 1669 dans le cadre de la recatholicisation, Ensdorf est initialement refondée le 23 juillet 1669 en tant que prieuré de l'abbaye de Prüfening. En 1695, elle redevient une abbaye indépendante. Le premier abbé après le repeuplement est l'ancien abbé du lac Tegern, Bonaventura Oberhuber. Il règne à Ensdorf jusqu'en 1716.
À partir de 1694, l'église actuelle est reconstruite, mais elle n'est inaugurée que le 8 octobre 1717. La guerre de Succession d'Espagne (1701-1714), en particulier, provoque le blocage des travaux de construction. Mais le fait que l'abbé Oberhuber devienne abbé de Reichenbach en 1699 et qu'il administre Ensdorf à distance, ainsi que la mort du présumé premier maître d'œuvre Wolfgang Dientzenhofer (mort en 1706) ont peut-être également ralenti la construction. Ce n'est que sous la direction d'Anselm Meiller, originaire d'Amberg, que les travaux progressent à nouveau rapidement.
Johann Gebhard est engagé pour les peintures du maître-autel. Cosmas Damian Asam, qui réalisa ici sa première œuvre majeure, est choisi pour les peintures du plafond. La fresque principale est signée 1714. Son père, Hans Georg Asam, est également engagé, mais il meurt en 1711. Les travaux de stuc sont réalisés par les frères Thomas, Matthias et Bernhard Ehamb ainsi que Philipp Jakob Schmuzer. Le simple tombeau des donateurs est achevé en 1715. En 1720, Meiller acquiert une Vierge à l'Enfant (vers 1500).
En 1716, Anselm Meiller devient finalement lui-même abbé et occupe cette fonction jusqu'en 1761. En 1743, une sacristie sculptée avec un aigle impérial est construite pour Meiller par l'empereur Charles VII, électeur de Bavière. Cela n'aurait pas pu être financé par ses propres biens, étant donné les charges de guerre du monastère lors de la guerre de Succession d'Autriche (1740-1748).
Meiller a pour successeur le mathématicien Anselm Desing, qui dirige le monastère jusqu'en 1772. La période entre 1716 et 1772 est considérée comme l'apogée scientifique de la communauté monastique. À cette époque, la bibliothèque du monastère est considérablement agrandie.
Après la mort de l'abbé Diepold Ziegler le 21 novembre 1801, le gouvernement interdit l'élection des abbés. Le monastère est dissous le 25 janvier 1802 dans le cadre de la sécularisation. À cette époque, la communauté monastique comprend dix-sept prêtres et un frère convers et est intacte. Les biens immobiliers et les terrains deviennent propriété de l'État, y compris la forêt du monastère et le moulin à marteaux de Schadensdorf. L'église abbatiale devient église paroissiale. La majeure partie des 7 000 à 8 000 volumes de la bibliothèque va à la nouvelle bibliothèque provinciale d'Amberg, où elle continue à être entretenue par Joseph Moritz.
L'Ordinariat épiscopal de Ratisbonne acquiert une grande partie du complexe et y installe la maison du prêtre Xaverianum.
En 1920, la Congrégation des Salésiens de Don Bosco reprend l'établissement et y installe son noviciat. En 1940, un autre incendie ravage le complexe monastique. Ce n'est qu'en 1962-1963 que les dégâts dus au feu sont entièrement réparés grâce à une restauration intérieure.
De 1959 à 1996, il y a un lycée humaniste avec un internat dans l'abbaye. Sur le plan organisationnel, il est rattaché au Marianum Buxheim et est dirigé pendant de nombreuses années par le père Andreas Dietz. Surtout dans les années 1980, le lycée entretient un chœur de garçons et un orchestre à vent sous la direction de P. Schachner. L'éducation musicale des enfants et des jeunes joue encore aujourd'hui un rôle important.
L'abbaye abrite un centre d'éducation des jeunes ("Maison des Rencontres"), une station environnementale et un atelier de musique environnementale. Le travail se concentre sur les journées d'orientation, les séjours en camps scolaires et l'éducation à la création.
Située sur le terrain du monastère mais appartenant à Don Bosco Medien GmbH, se trouve également l'imprimerie. L'ancien domaine du monastère n'appartient plus au monastère ; la crèche était auparavant louée et est abandonnée. Depuis les années 2000, une vingtaine de membres de l'ordre vivent dans le monastère.
Un Salésien est curé d'Ensdorf. Lui et les paroisses environnantes sont soutenus par celui-ci dans le domaine pastoral.